# Сенек (Харьковская область)
Сенек (укр. Сеньок) — село,
Пристенский сельский совет,
Купянский район,
Харьковская область, Украина.
Код КОАТУУ — 6323786003. Население по переписи 2001 года составляет 124 (52/72 м/ж) человека.

## Географическое положение
Село Сенек находится в урочище Свистуново на левом берегу реки ?, притока реки Оскол.
На реке сделано несколько запруд.

## История
- 1683 — дата основания.

## Экономика
- Молочно-товарная ферма.

## Объекты социальной сферы
- Клуб.
- Сенекский фельдшерский пункт.

## Достопримечательности
- Братская могила советских воинов. Похоронено 8 воинов.